# Hal B. Wallis
Hal B. Wallis, CBE, nacido como Harold Brent Wallis (14 de septiembre de 1898 – 5 de octubre de 1986) fue un productor cinematográfico estadounidense.
Hal B. Wallis fue productor de la palícula Casablanca. El otorgamiento del Oscar a la misma fue motivo de una disputa por parte de Wallis que se centró principalmente en su contribución individual a la película no siendo suficientemente reconocida durante el proceso de nominación al Oscar, que favorecía al estudio en su conjunto en lugar de a los productores individuales. Esta situación resaltó el problema más amplio de cómo se asignaban los créditos en la industria cinematográfica de la época, que a menudo minimizaba el papel de cineastas individuales como Wallis.

## Biografía
Su nombre completo era Harold Brent Wallis, y nació en Chicago, Illinois el 19 de octubre de 1898. Era el menor de tres hijos y tenía dos hermanas mayores: Minna Wolovitz (1893-1986), una agente de talentos de Hollywood, y Juel Wolovitz (1895-1953). Sus padres eran judíos ashkenazi de la región de Suwałki del Zarato de Polonia, que entonces era parte del Imperio Ruso y ahora es Polonia. El futuro productor y sus hermanas cambiaron su apellido a Wallis. Su apellido original era Walinsky o Wolovitz.  En 1922 su familia se mudó a Los Ángeles, California, donde él encontró trabajo en el departamento de publicidad de Warner Bros. en 1923.
Al cabo de pocos años Wallis se encargaba de tareas de producción, pasando a ser finalmente jefe de producción de Warners. A lo largo de sus cincuenta años largos como productor cinematográfico, intervino en la realización de más de 400 largometrajes. Entre las muchas películas destacadas que produjo sobresale Casablanca, uno de los filmes más importantes de la historia de Hollywood. 
Wallis dejó Warner Bros. en 1944 tras surgir diferencias con Jack Warner sobre la aceptación del Óscar a la mejor película para Casablanca. A partir de entonces trabajó como productor independiente, disfrutando de un éxito considerable, tanto desde el punto de vista comercial como artístico. Entre sus éxitos financieros figuran las comedias de Dean Martin y Jerry Lewis, así como varias películas de Elvis Presley. Además, produjo True Grit, película por la cual John Wayne ganó el Oscar al mejor actor en 1969.
Hal Wallis recibió un total de 16 nominaciones a los Oscar a la mejor película, ganando el premio por Casablanca en 1943. Por la consistente calidad de sus producciones fue galardonado en dos ocasiones con el Premio en memoria de Irving Thalberg. Así mismo fue nominado a siete Globos de Oro, ganando en dos ocasiones el correspondiente a la Mejor Película. En 1975 fue recompensado con el Premio Cecil B. DeMille dedicado a su trayectoria cinematográfica.
Hal Wallis se casó en dos ocasiones, con las actriz Louise Fazenda (1927–1962). Varios escritores incluidos actores y productores han afirmado que la actriz Lizabeth Scott fue amante de Wallis cuando aun él estaba casado con Fazenda. Wallis luego estuvo casado con la actriz Martha Hyer desde 1966 hasta su fallecimiento en 1986.
Hal B. Wallis falleció en 1986 en Rancho Mirage (California), a causa de Diabetes mellitus. Tenía 88 años de edad. Fue enterrado en una cripta en el Gran Mausoleo del Cementerio Forest Lawn Memorial Park de Glendale (California).

### Disputa por el Oscar de la película Casablanca
Hal B. Wallis estuvo involucrado en una disputa relacionada con los premios Oscar de la película Casablanca (1942), específicamente en torno al premio a la Mejor Película y el reconocimiento de los diferentes contribuyentes al filme.
La película Casablanca ganó el premio Oscar a la Mejor Película en 1944, pero el éxito de la película no estuvo exento de controversia. La disputa se centró en quién debía ser reconocido como productor de la película. Wallis fue uno de los productores clave de Casablanca, pero en el momento en que se entregaron los premios Oscar, Warner Bros. reclamó la responsabilidad colectiva por la producción, y el crédito fue atribuido a un grupo de productores en lugar de a individuos. Esto minimizó la contribución personal de Wallis, a pesar de que él fue la fuerza impulsora detrás de la película.
Hal B. Wallis fue una figura clave en la producción de Casablanca, supervisando muchos aspectos del proyecto, trabajando estrechamente con el director Michael Curtiz, eligiendo el reparto y asegurando elementos clave como el guion. Wallis sintió que su significativa participación no fue suficientemente reconocida en comparación con otras figuras de Warner Bros.
En esa época, la Academia no listaba a los productores individuales en la nominación a Mejor Película, y el crédito se daba al estudio como un todo. Aunque Wallis fue reconocido como el productor en muchos círculos, el reconocimiento durante los premios Oscar se diluía por el crédito colectivo otorgado a Warner Bros., lo que hizo que Wallis se sintiera ignorado. Esto provocó una disputa por el reconocimiento individual.
Hal B. Wallis dejó Warner Bros. en 1944, poco después del estreno de Casablanca. Se especula que la falta de reconocimiento individual en los Oscars contribuyó a su decisión de abandonar el estudio y establecer su propia productora. Wallis continuó produciendo muchas películas exitosas, pero Casablanca siguió siendo un símbolo tanto de su éxito como de los conflictos internos del sistema de estudios de Hollywood en ese momento.

## Filmografía seleccionada

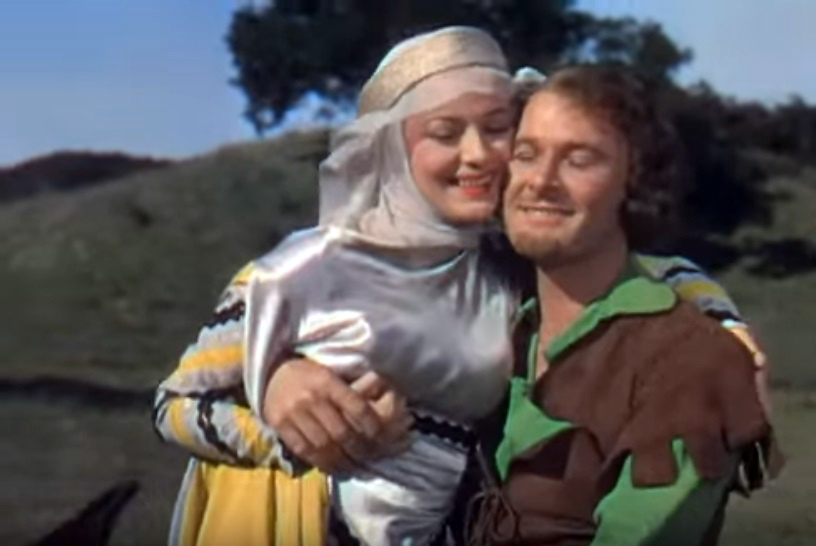
Olivia de Havilland y Errol Flynn en Las aventuras de Robin Hood, un gran éxito de 1938 en el que Hal Wallis se encargaba de la producción ejecutiva.

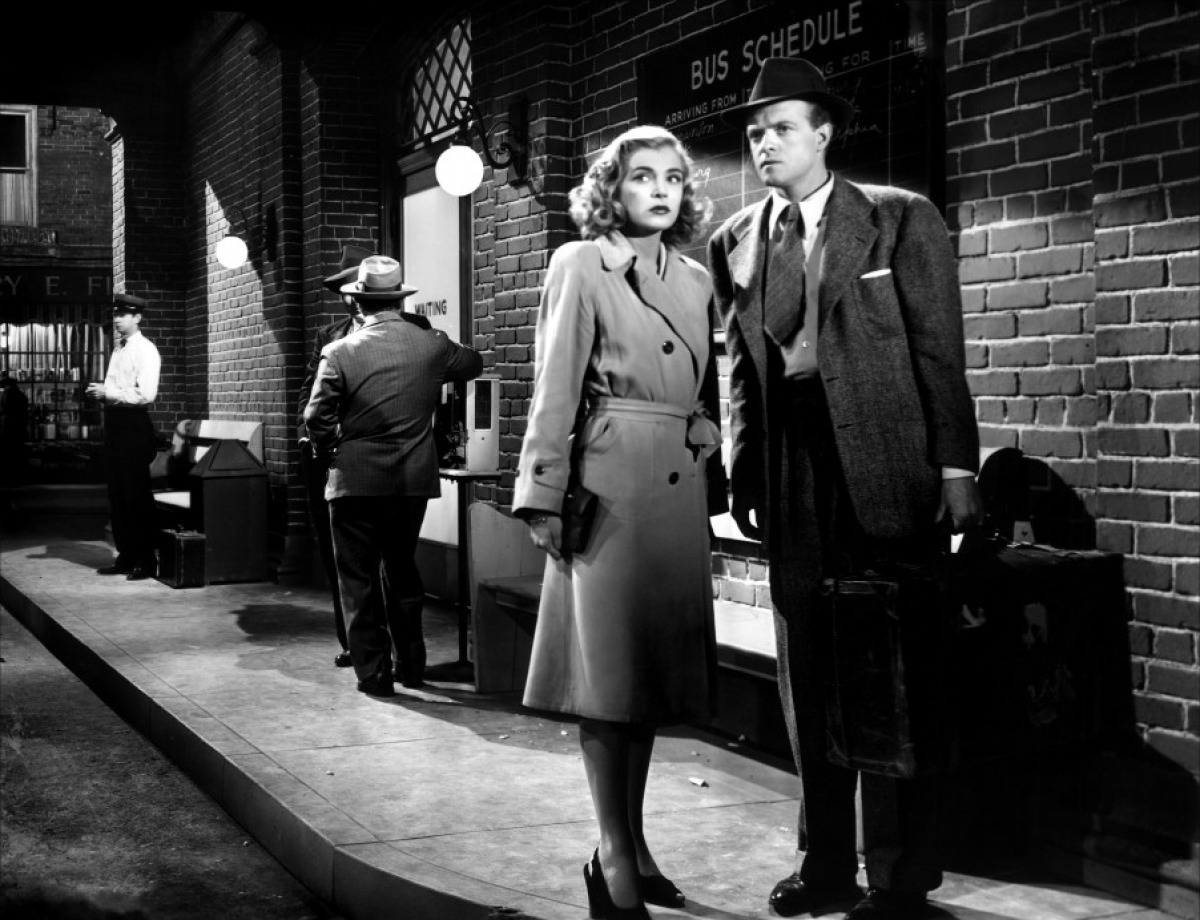
El extraño amor de Martha Ivers, una de las películas que Hal Wallis produjo para Warner Bros.

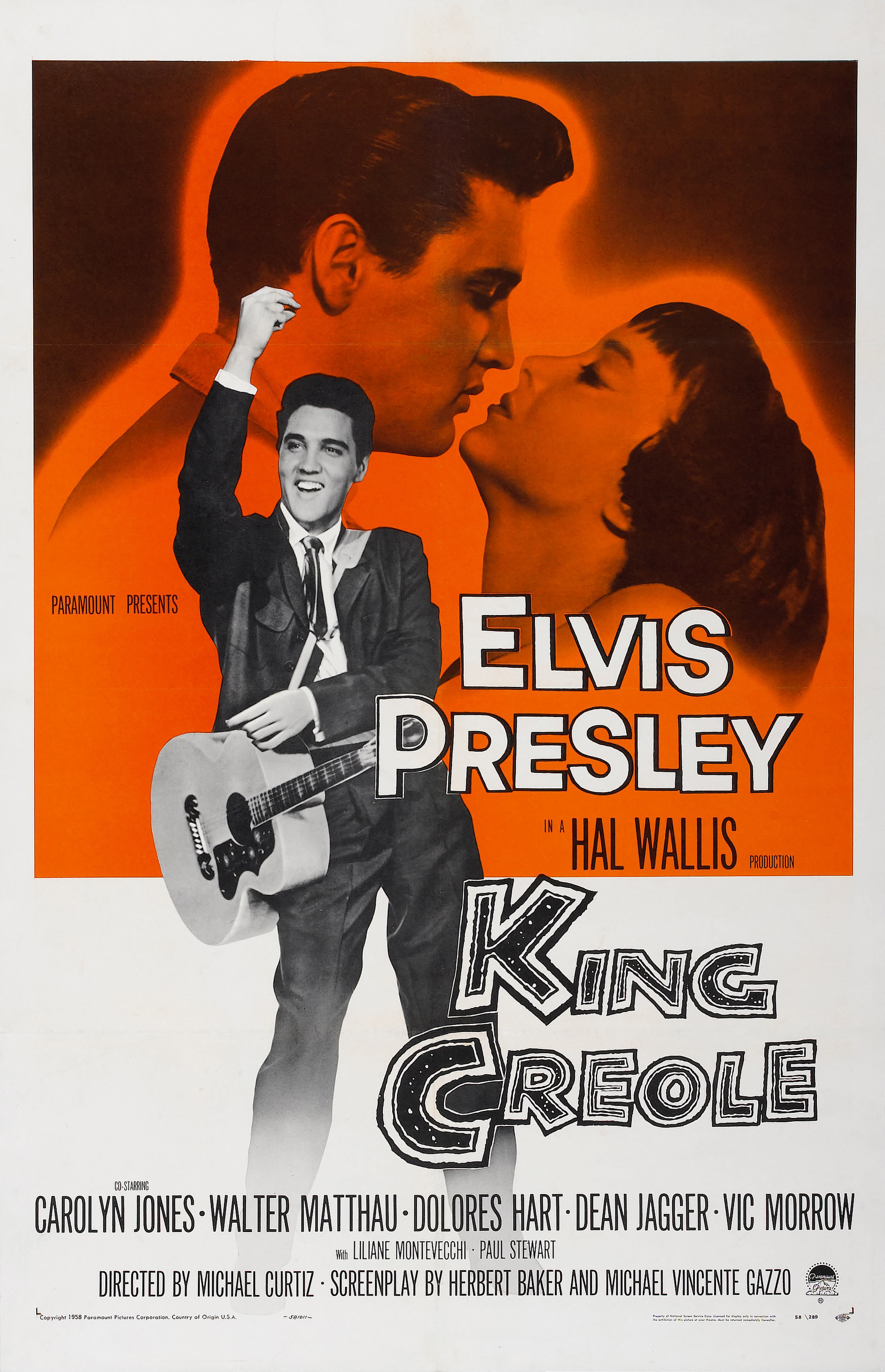
Póster de la película King Creole, una de las primeras producciones de Hal Wallis con Elvis Presley.

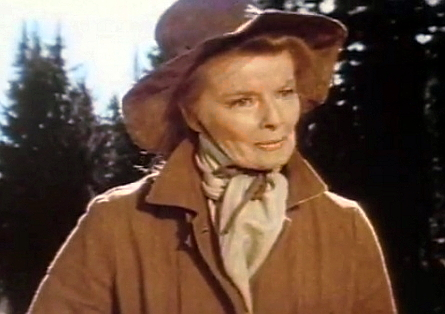
Katharine Hepburn en Rooster Cogburn, la última película producida por Hal Wallis.

- El pequeño César / Hampa dorada (Little Caesar, 1931)
- Aeropuerto Central (Central Airport, 1933)
- El bosque petrificado (The Petrified Forest, 1936)
- Kid Galahad (1937)
- Fang el temerario (West of Shanghai, 1937)
- The Invisible Menace (1938)
- Las aventuras de Robin Hood / Robin de los bosques (The Adventures of Robin Hood, 1938)
- Comet Over Broadway (1938)
- Amarga victoria (Dark Victory, 1939)
- La vida privada de Elizabeth y Essex / Mi reino por un amor (The Private Lives of Elizabeth and Essex, 1939)
- El cielo y tú (All This, and Heaven Too, 1940)
- Castle on the Hudson (1940)
- Camino de Santa Fe (Santa Fe Trail, 1940)
- El sargento inmortal / El sargento York (Sergeant York, 1941)
- La gran mentira (The Great Lie, 1941)
- El halcón maltés (The Maltese Falcon, 1941)
- Murieron con las botas puestas (They Died with Their Boots On, 1941)
- Casablanca (1942)
- La extraña pasajera (Now, Voyager, 1942)
- Yanqui Dandy (Yankee Doodle Dandy, 1942)
- Esto es el ejército (This Is the Army, 1943)
- Cartas a mi amada (Love Letters, 1945)
- You Came Along (1945)
- El extraño amor / caso / crimen de Martha Ivers (The Strange Love of Martha Ivers, 1946)
- La hija del pecado (Desert Fury, 1947)
- Al volver a la vida (I Walk Alone, 1947)
- So Evil My Love (1948)
- Al filo de la noche / Perdón, número equivocado / Voces de muerte (Sorry, Wrong Number, 1948)
- The Accused (1949)
- Soga de arena (Rope of Sand, 1949)
- Idilio en septiembre (September Affair, 1950)
- Ciudad en sombras (Dark City, 1950)
- Las furias (The Furies, 1950)
- El farsante (The Rainmaker, 1956)
- Duelo de titanes (Gunfight at the O.K. Corral, 1957)
- Amándote (Loving You, 1957)
- King Creole ('1958)
- Entre bastidores / Los ambiciosos (Career, 1959)
- G.I. Blues (1960)
- Amor en Hawái / Hechizo Hawaiano (Blue Hawaii, 1961)
- Verano y humo (Summer and Smoke, 1961)
- Chicas, chicas, chicas (Girls! Girls! Girls!, 1962)
- El ídolo de Acapulco (Fun in Acapulco, 1963)
- Ellas y las otras (Wives and Lovers, 1963)
- Becket (1964)
- Roustabout (1964)
- Los cuatro hijos de Katie Elder (The Sons of Katie Elder, 1965)
- Descalzos por el parque (Barefoot in the Park, 1967)
- Temple de acero / Valor de ley (True Grit, 1969)
- Ana de los mil días (Anne of the Thousand Days, 1969)
- María (Estuardo), reina de Escocia (Mary, Queen of Scots, 1971)
- El alguacil del diablo / El rifle y la Biblia (Rooster Cogburn, 1975)

### Participación como actor
- 1950 : September Affair, Tourist at Capri Shop
- 1955 : The Rose Tattoo, Man at Mardi Gras Club
- 1961 : Blue Hawaii, Man Walking Down Street

## Premios y reconocimientos
Premios Óscar
| Año     | Categoría      | Película                                                    | Resultado |
| ------- | -------------- | ----------------------------------------------------------- | --------- |
| 1931–32 | Mejor película | Five Star Final                                             | Nominado  |
| 1932–33 | Mejor película | Soy un fugitivo (I Am a Fugitive from a Chain Gang)         | Nominado  |
| 1934    | Mejor película | Flirtation Walk                                             | Nominado  |
| 1935    | Mejor película | El capitán Blood                                            | Nominado  |
| 1938    | Mejor película | Las aventuras de Robin Hood / Robin de los bosques          | Nominado  |
| 1938    | Mejor película | Four Daughters                                              | Nominado  |
| 1938    | Mejor película | Jezabel (Jezebel)                                           | Nominado  |
| 1940    | Mejor película | El cielo y tú (All This, and Heaven Too)                    | Nominado  |
| 1940    | Mejor película | La carta (The Letter)                                       | Nominado  |
| 1941    | Mejor película | El halcón maltés                                            | Nominado  |
| 1941    | Mejor película | One Foot in Heaven                                          | Nominado  |
| 1941    | Mejor película | Sergeant York                                               | Nominado  |
| 1942    | Mejor película | Kings Row                                                   | Nominado  |
| 1942    | Mejor película | Yanqui Dandy (Yankee Doodle Dandy)                          | Nominado  |
| 1943    | Mejor película | Casablanca                                                  | Ganador   |
| 1943    | Mejor película | Alarma en el Rin / Centinela en el rio (Watch on the Rhine) | Nominado  |
| 1956    | Mejor película | La rosa tatuada (The Rose Tattoo)                           | Nominado  |
| 1965    | Mejor película | Becket                                                      | Nominado  |
| 1969    | Mejor película | Ana de los mil días (Anne of the Thousand Days)             | Nominado  |

## Puntos de vista políticos
Wallis fue republicano toda su vida y apoyó a Dwight D. Eisenhower en las elecciones presidenciales de Estados Unidos de 1952. También fue miembro de la Motion Picture Alliance for the Preservation of American Ideals, una organización estadounidense de miembros destacados y políticamente conservadores de la industria cinematográfica de Hollywood formada en 1944 con el propósito declarado de defender la industria cinematográfica, y al país en su conjunto, contra lo que sus fundadores afirmaban que era una infiltración comunista y fascista.